# Helmig van der Vegt
Helmig van der Vegt is een Nederlands pianist.
Van der Vegt is de zoon van de Zwolse pianodocent Emmy (artiestennaam) van der Vegt die onder anderen ook Herman Brood (1946) wegwijs maakte op dit instrument. Van der Vegt groeide op in het centrum van Zwolle aan de Kerkstraat. Herman Brood woonde daar dicht bij zijn ouders. Ze zaten op de gemeentelijke HBS bij elkaar in de klas. Van der Vegt volgde het conservatorium in Zwolle, maar werd in het derde jaar weggestuurd omdat hij in een popbandje speelde. Met Hans la Faille en Herman Deinum kwam hij in Blues Dimension terecht. Later stapte hij over
naar Cuby and the Blizzards waar hij de opvolger was van Herman Brood, die wegens gebruik van verdovende middelen uit de band was gezet.
Na het opbreken van Cuby in 1972 maakte Van der Vegt alsnog zijn conservatoriumopleiding af. Hij werd docent en begeleidde theatertournees met Henk Elsink, Liesbeth List en Robert Paul, waarvoor hij ook muziek componeerde. In 1992 werd Cuby and the Blizzards weer herenigd. Van der Vegt maakte er weer deel van uit en speelde naast synthesizer/digitale piano ook hammondorgel.